# Молодёжный (Милославский район)
Молодёжный — поселок в Милославском районе Рязанской области. Входит в состав Горняцкого сельского поселения.

## История
В 1966 г. указом президиума ВС РСФСР поселок первого отделения совхоза «Ольшанский» переименован в Молодёжный.

## Население
| 2010 |
| ---- |
| 97   |